# Nus dans la forêt
Nus dans la forêt est un tableau peint par Fernand Léger en 1909-1911. Cette huile sur toile cubiste représente des personnes nues dans une forêt. Exposée au Salon des indépendants de 1911, elle est qualifiée de « tubiste ». Elle est aujourd'hui conservée au musée Kröller-Müller, à Ede, aux Pays-Bas.

## Exposition
- Salon des indépendants de 1911, Paris, 1911.